# Joachim Kirschner
Joachim Kirschner (7 de junho de 1920 - 17 de dezembro de 1943) foi um oficial alemão que serviu no Deutsches Heer e na Luftwaffe durante a Segunda Guerra Mundial. Foi condecorado com a Cruz de Cavaleiro da Cruz de Ferro com Folhas de Carvalho.

## Condecorações
| Distintivo de Voo do Fronte da Luftwaffe                         |                        |
| Cruz de Ferro (1939) 2ª Classe                                   | 27 de janeiro de 1942  |
| Cruz de Ferro (1939) 1ª Classe                                   | 12 de abril de 1942    |
| Troféu de Honra da Luftwaffe                                     | 21 de dezembro de 1942 |
| Cruz Germânica em Ouro                                           | 3 de dezembro de 1942  |
| Cruz de Cavaleiro da Cruz de Ferro                               | 23 de dezembro de 1942 |
| Cruz de Cavaleiro da Cruz de Ferro com Folhas de Carvalho nº 267 | 2 de agosto de 1943    |